# دلبروك
دلبروك (بالألمانية: Delbrück) هي بلدة ألمانية تقع في ألمانيا في بادربورن.[بحاجة لمصدر] يقدر عدد سكانها بـ 30,123 نسمة .

## المدن التوأمة
مدن زوسين وRoncq هي مدن توأمة لـدلبروك.